# Франсуаз Роше
Франсуаз Роше, (19 грудня 1973, Рис-Оранжис Франція) — французька артистка цирку (жонглерка). 

## Життєпис
Франсуаз Роше народилася 19 грудня 1973 року у Рис-Оранжисі. Франсуаз захопилася жонглюванням у дитинстві. Талант дівчини був настільки яскравим, що у 1987 році Франсуаза мала чотири рекорда у Книзі рекордів Гінеса. Продовжуючи вдосконалювати свою майстерність Роше почала виступати на найпрестижніжих циркових аренах. Також Франсуаз є лауреатом багатьох циркових конкурсів та фестивалей.